# Переулок Дьяченко
Переулок Дьяченко — короткая, около 200 м, улица в историческом центре Хабаровска. Проходит от улицы Шевченко к улице Тургенева. К улице примыкает сквер «Город Воинской славы».
По переулку проходит маршрут троллейбуса 1-го маршрута.

## История

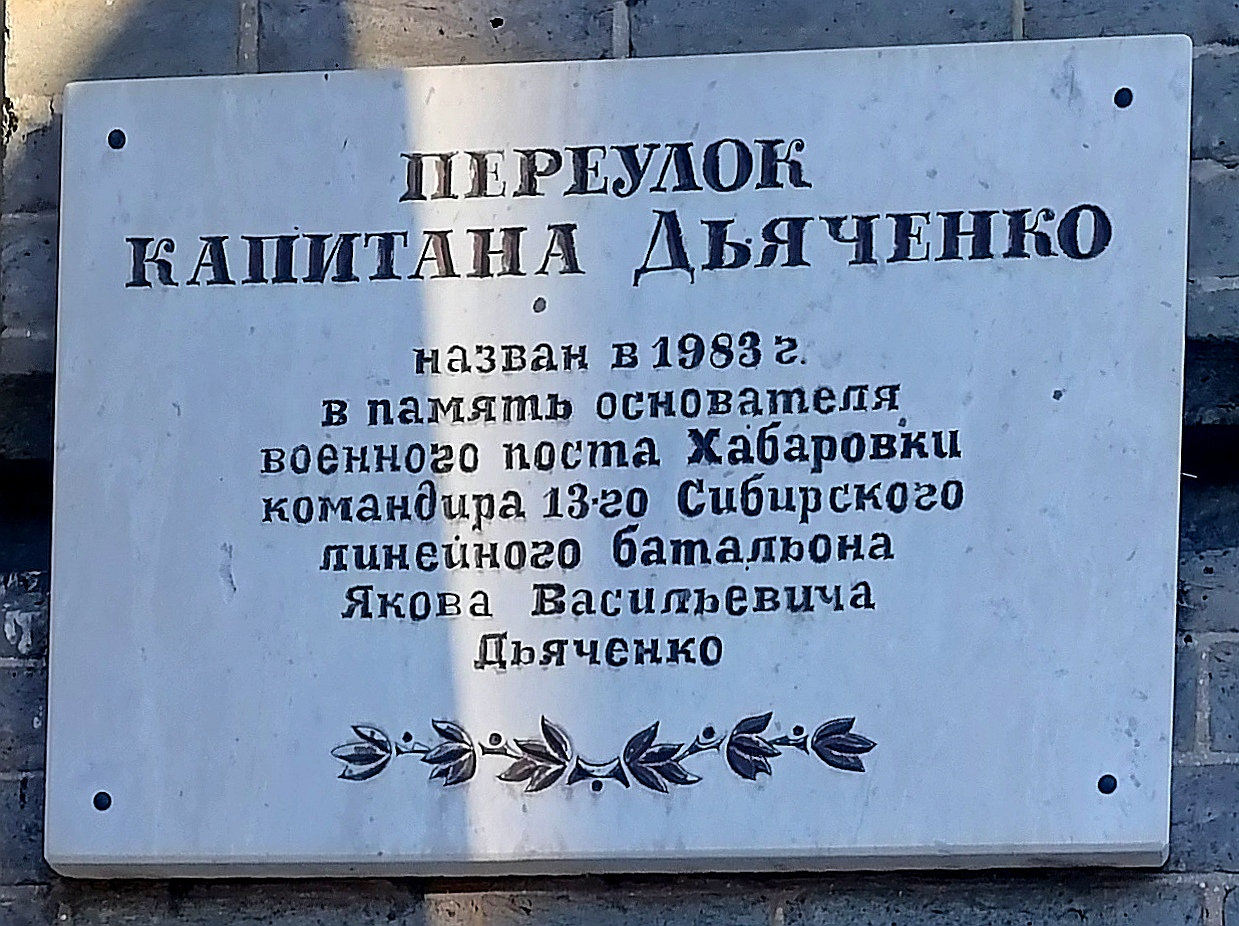
Мемориальная доска на д. 1/20

Одна из старейших улиц города. Первоначальное название — Киселевский, возможно, дано по имени местного землевладельца купца Макария Васильевича Киселева. В конце 1920-х годов переулок был переименован в Комсомольский, а в декабре 1933 года — в Парковый. Современное название переулок получил в 1983 году в память одного из первостроителей Хабаровска — Якова Васильевича Дьяченко (1817—1871).
26 февраля 2022 года историческое здание деревянной архитектуры в переулке (в разных источниках указывался как д. 5 и как д. 7) сгорело в пожаре
В переулке проведены работы по благоустройству, запланировано обустройство «Сквера русских сказок».

## Достопримечательности
д. 5 — Бывший доходный дом К. Т. Лихойдова
д. 7 — Бывший доходный дом Е. А. Киселёвой
д. 7а — Бывший доходный дом Е. А. Киселёвой, Хабаровское региональное отделение Союза писателей России

## Известные жители
Поэтесса Людмила Миланич

## Галерея

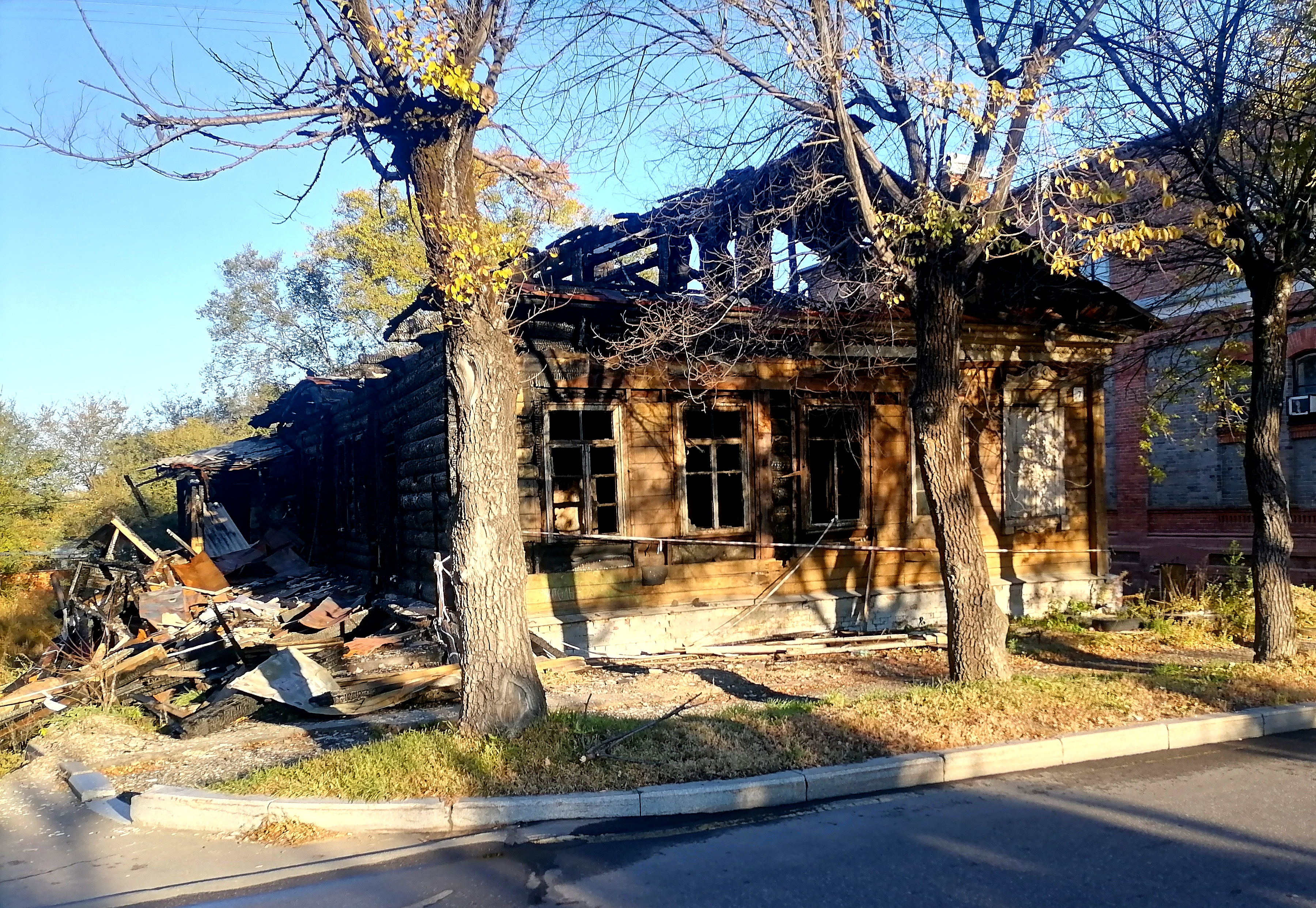
Сгоревший д. 7
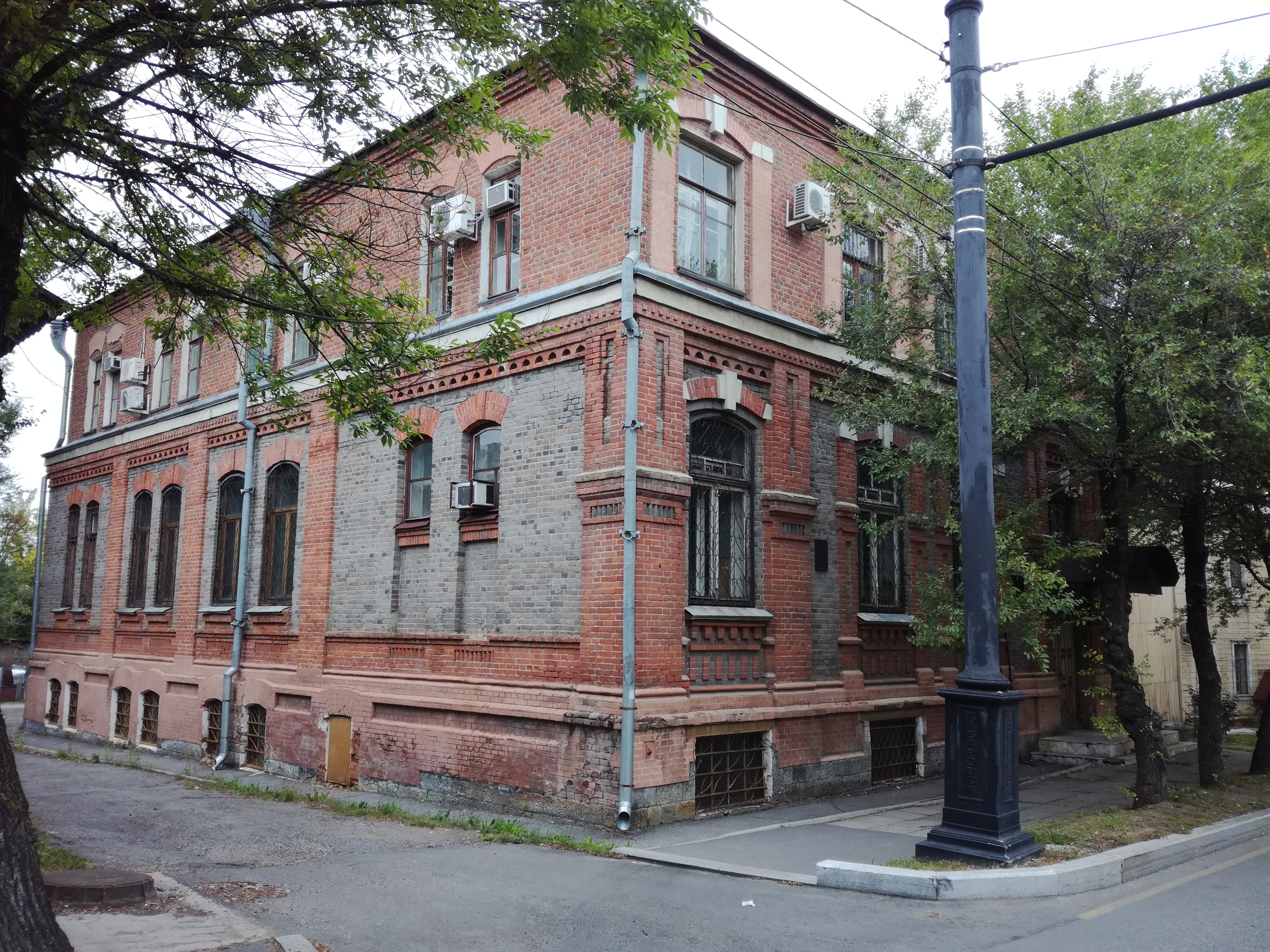
Дом доходный Е. А. Киселёвой